# Roebourne
Roebourne – miasto w Australii, w stanie Australia Zachodnia.